# Vorsperre Deesbach
Die Vorsperre Deesbach ist der Talsperre Leibis-Lichte vorgelagert. Sie liegt im Lichtetal, nahe den Ortschaften Deesbach, Lichte, Meura und Unterweißbach im Landkreis Saalfeld-Rudolstadt, Thüringen. Sie wurde 1991 in Betrieb genommen und staut die Lichte. 

## Nutzung / Funktion
Mit dem Bau der Talsperre Leibis-Lichte wurde erst lange nach Fertigstellung der Vorsperre begonnen. Diese war aber von Anfang an als Vorsperre und nicht für die direkte Trinkwasserversorgung geplant. Sie hat vorübergehend die Funktion einer Talsperre übernommen, denn von 1992 bis 2005 mussten über 100.000 Einwohner im Landkreis Saalfeld-Rudolstadt und im Saale-Orla-Kreis daraus mit Trinkwasser versorgt werden. 2005 lief die Genehmigung zur vorübergehenden Rohwasserentnahme ab. Nach Inbetriebnahme der Talsperre Leibis-Lichte im Jahr 2008 übernahm die Vorsperre Deesbach nun endgültig ihre eigentliche Funktion als Vorsperre (Vorreinigung, Sedimentation). Sie ist nun luftseitig durch die Hauptsperre angestaut.

## Staudamm / Bauwerke
Der Staudamm ist ein Steinschüttdamm aus Posidonienschiefer mit Asphaltbeton-Außenhautdichtung aus zwei Dichtungsschichten, einer Tragschicht und einer Entwässerungsschicht. Die Hochwasserentlastung besteht aus einem Kronenüberfall am rechten Hang mit einer Sammel- und Schussrinne, die in ein Tosbecken führt. Das Rohwasser wurde durch 2 Einläufe entnommen, von denen einer ein schwenkbares Rohr hat, mit dem 18.000 m³ pro Tag entnommen werden konnten. Über eine 3,5 km lange Stahlrohrleitung DN 500, die am Grund des jetzigen Stauraums der Hauptsperre verlegt war und über die insgesamt elf Kilometer langen „Lichtestollen“ I und II wurde das Wasser zur Trinkwasseraufbereitungsanlage Zeigerheim bei Bad Blankenburg geführt, in der seit Mitte 2008 das Rohwasser der Talsperre Leibis/Lichte gereinigt wird. 

## Sonstiges
Die Vorsperre wird auch gern zum Angeln genutzt. Sie ist allerdings nur zu Fuß oder mit dem Fahrrad zu erreichen, und zwar entlang der Hauptsperre von Unterweißbach aus oder entlang der Zuflüsse von Deesbach her. Auch vom Fröbelturm ist ein Weg ausgeschildert.